# My Left Eye Sees Ghosts
Pour plus de détails, voir Fiche technique et Distribution.
My Left Eye Sees Ghosts (我左眼見到鬼, Ngo joh ngan gin do gwai) est un film hongkongais réalisé par Johnnie To et Wai Ka-fai, sorti en 2002.

## Synopsis
May perd son mari dans un accident de plongée. Depuis, elle est inconsolable, suicidaire et irresponsable. Après un accident où elle se blesse l'œil gauche, elle commence à voir des personnes mortes. Elle rencontre alors Ken, un fantôme de ses années de lycée.

## Fiche technique
- Titre : My Left Eye Sees Ghosts (littéralement : Mon œil gauche voit des fantômes)
- Titre original : 我左眼見到鬼 (Ngo joh ngan gin do gwai)
- Réalisation : Johnnie To et Wai Ka-fai
- Scénario : Au Kin-yee, Wai Ka-fai et Yau Nai-hoi
- Pays d'origine : Hong Kong
- Genre : Comédie romantique, fantastique

## Distribution
- Sammi Cheng : May Ho
- Lam Chi-sing : Le frère de May
- Lam Suet : Le père de May
- Lau Ching-wan : Ken Wong
- Lee San-san : Susan
- Fung Li : Exorciste
- Kelly Lin : Fantôme de la copine de Sam
- Szema Wah-lung : Fantôme
- Wang Tian-lin : Le père de Sam
- Wong Man-wai : Mrs. Tsui
- Simon Yam : Ben
- Cherrie Ying : Tina